# 查尔斯·范恩
查尔斯·范恩 （英語：Charles Vane，约1680年—1721年3月29日）是一名活跃于1716年到1719年期间的英国海盗。他袭击的对象基本上都是英国或者法国船只。他拥有一艘名为流浪者号的前桅横帆双桅船，作为自己的旗舰。
在西班牙王位继承战争之后，英国当局放弃了巴哈马。范恩和其他海盗船长一起在当地的新普罗维登斯岛建立了著名的海盗共和国。1720年，长期游荡于海上四处劫掠的范恩被捕，之后被移送到罗亚尔港并被推上了绞刑架。

## 海盗生涯

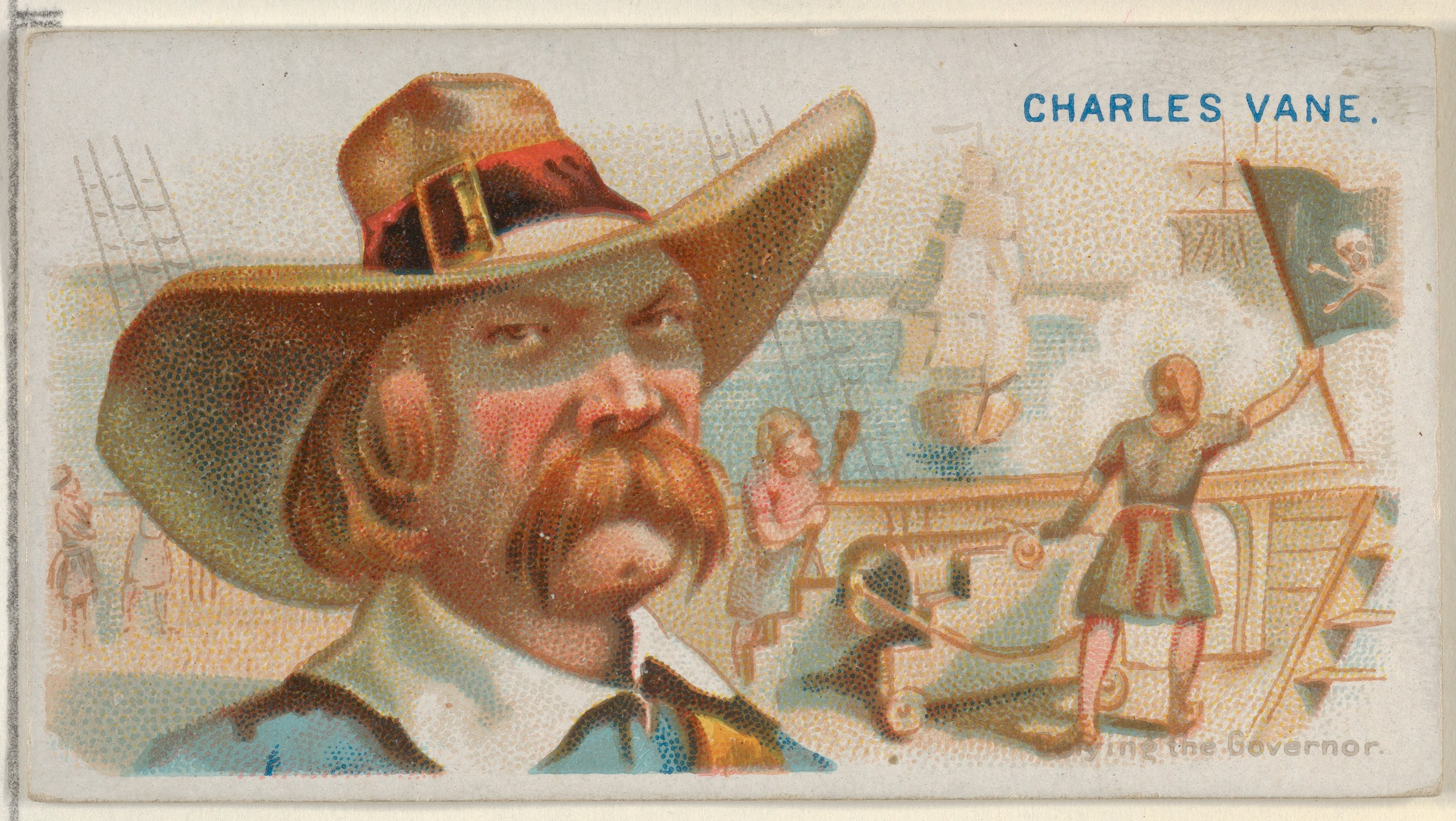
查尔斯·范恩，《西班牙海盜》

### 在詹宁斯旗下
关于范恩早年的记载并不多。他很有可能在汉密尔顿领主的私掠者手下开始自己的航海生涯，之后在西班牙王位继承战争期间来到了罗亚尔港。在1716年，他开始为臭名昭著的海盗亨利·詹宁斯效力。由于佛罗里达附近的海面曾经有一队西班牙珍宝船队于1715年7月下旬因遭到飓风吹袭而在此搁浅，因此在幸存船员们尽可能地打捞了自己的货物之后，残骸的地点便成为了海盗们争先恐后追逐财富的目的地。其中詹宁斯是其中一位较早到达该处的船长，在范恩等人的努力下，他们获得了一笔可观的财富——约值87000英镑的金银财宝。他们甚至还袭击了海岸上的西班牙营地。

### 恐怖统治
范恩以他对待被俘船员的残忍行为而闻名。在范恩于1718年第一次以船长身份进行劫掠之后，百慕大总督的桌上就收到了一份关于范恩在一次打捞宝藏的任务后拷问竞争对手的船员的报告。他亦没有尊重海盗们共同制定的约法，甚至连他自己的船员也难逃被不公正对待的命运。他们应得的财富被范恩克扣了。还有记录称，范恩在目标船只的船员投降之后仍然杀害了他们。到了1718年，范恩手下已经有了一支由几艘小型船只组成的舰队。在这一个月里，范恩和他的船员们残暴对待每一个落在他们手上的船员。即使对方选择了投降而非反抗也没有得到宽恕。有一名被俘水手被五花大绑地挂在船首斜桅处，海盗们威胁他说如果不说出船上存放钱财的地方就杀了他。对范恩的恐惧使得行经该区域的商船日益减少。
范恩之后亦几次更换过自己的坐舰。在百灵鸟号之后，他先是换乘一艘来自巴巴多斯的单桅纵帆船，然后是另一艘装备有12门火炮的前桅横帆双桅船。这两艘船都被命名为流浪者号。其后，范恩在海上的凶暴行径渐渐为政府所知，他也因此招致当局的征剿。在1718年2月，他被文森特·皮尔斯船长的凤凰号逼入绝境，不得不投降。但当时有关国王给予海盗特赦的的消息已经传开。范恩声称自己正在前往政府指定的地点接受特赦的路上，并答应皮尔斯自己不会再当海盗。但是在以失去坐舰百灵鸟号的代价重获自由之后，范恩反悔了。他一离开凤凰号的身边马上就回到了海盗生涯当中。之后他在拿索招募了四十多名海盗，其中包括经验丰富的掠夺者爱德华·英格兰以及“棉布杰克”。后者日后亦成为了知名的海盗船长。
范恩了解到新总督伍兹·罗杰斯不久后就会到达。他决定要在对方到来之前增强自己的力量。在1718年的6月和7月，他在两个月中劫掠了很多小型商船，甚至还俘获了一艘装备有20门火炮的法国船只并以此作为自己的旗舰。这让他的船员们也感到非常高兴。之后士气高昂的范恩船队回到了拿骚，并重新攻占了这座城市。范恩在港口和旁边一座小堡垒上都升起了黑色的海盗旗。

### 特赦及脱逃
1718年，英国国王派遣新普罗维登斯岛的新总督伍兹·罗杰斯到当地向海盗们宣布一项特赦令：如果有船长想摆脱自己的罪犯身份回归普通人的生活，就必须要在该年9月之前向政府投降。当年8月，罗杰斯带着两艘战争之人级战舰到达拿骚，并开始视察工作进展。不过对范恩来说，罗杰斯前来的目的更多是为了抓捕那些不愿意投降的海盗。虽然大部分海盗——包括詹宁斯——都同意投降，但是范恩却不愿意放弃自己的事业。两人也就此分道扬镳。范恩马上对皇家海军舰队开火作为对特赦的回应，之后更寄信给罗杰斯请求对方允许自己在投降前先处理自己掠夺来的货物。当天夜晚，范恩了解到他的请求不可能被批准后，马上将自己的坐舰点火并让其冲向皇家海军舰队，意图将其一举迁灭。这艘火船直接冲向了立足未稳的英国舰队，并在它们停靠的港湾引起了大混乱。罗杰斯的舰队忙着各自躲避火焰，这使得范恩有机会搭乘自己速度比较快的的流浪者号逃离已经被封锁了的拿骚港口。他在一连躲避了几艘英国海军战舰之后驶向北方。这次事件迫使罗杰斯派出范恩以前的同僚，海盗猎人本杰明·霍尼戈尔德前往追捕他。虽然后者抓获了不少海盗，但始终也未能拘捕范恩。
在此之后范恩继续在还是四处劫掠，并聚集起一大批追随者。罗杰斯甚至在霍尼戈尔德之后又再派遣威廉·瑞特上校加入追捕团队，后者在寻找范恩的路上遇到了几艘被他劫掠过的船只。船员称范恩的船队已经前往南方，但实际上此时范恩一行已在驶往北边英属北美的路上。被误导的瑞特上校为了保住自己的名声只好去攻击另一名海盗。在北方，范恩将自己的一艘船交给了部下耶茨船长管理。两人指挥他们的船封锁了查尔斯顿。他们攻击任何想要进入或者离开港口的船只，意图复制黑胡子的成功经历。然而，范恩曾经几次否决部下的建议，拒绝攻击几艘志在必得的船只。这使得他和部下之间产生了裂痕，并导致之后耶茨船长带着一艘双桅横帆船以及劫掠回来的一大笔财富连夜出逃。范恩仍然梦想着回归当年海盗占据拿骚时的美好时光，因此他前往北卡罗来纳寻找安顿下来的“黑胡子”爱德华·蒂奇。双方于1718年10月在奥克拉科克岛会面，范恩希望能够说服蒂奇回归海盗生活。但蒂奇认为自己不能再失去更多东西了，因而拒绝了范恩的邀请。

### 罢免
范恩随后向北航行到了纽约。在11月23日，范恩遇见了一艘大船并对其发起进攻，却发现这艘船竟然是一艘法国的战争之人级战舰。范恩断定自己无法击败对手，当即下令撤退。这条命令引起了由棉布傑克领导的一帮船员的不满，他们想要继续战斗下去，杰克本人更是指责范恩为“懦夫”。到了第二天，船员们发起投票罢免了范恩，由棉布傑克接任船长一职。而范恩和他的15名支持者只获得了一艘小帆船。范恩回到南方继续劫掠，希望能够藉此取回失去的地位。

## 被捕及处刑
在1719年2月，范恩遭遇到了风暴。他的船只在这次风暴中被毁，将他和他最忠心的伙伴罗伯特·迪尔船长分隔开来。范恩作为唯一的生还者被冲上了位于洪都拉斯湾的一处小岛。他只能靠吃乌龟生存。其后有一艘船偶然路过该地，但不幸的是船长却是范恩以前的老相识霍尔福德船长。霍尔福德拒绝让范恩上船。他说：
|  | 查尔斯，我不能放心让你上我的船，除非我把你当囚犯关着。毕竟我不能承担让你和我的人一同谋反，给我头上来一下然后抢走我的船继续去当海盗的风险。 |

在离开前，霍尔福德称自己会在一个月后再回来，如果到时他看见范恩仍然在这个岛上的话，他就会把范恩送到牙买加去接受审判。之后范恩又遇到了另一艘路过的船。船上所有人都没有认出范恩的真正身份，因此允许他登上船。但不幸的是，这艘船的船长是霍尔福德的朋友。他们在海上又遇到了霍尔福德的船，并且船长还邀请自己的好友上船一聚。霍尔福德发现范恩在船上工作，便向船长说明了他的真正身份。船长同意好友带走范恩。于是霍尔福德便带着自己的副长将范恩拿下并带回自己的船上。他们随后驶向牙买加，将范恩交给了当地的政府部门。1720年3月22日，范恩出庭接受审判。在法庭上，被范恩攻击过的大批船长都出庭指证他有罪，其中包括皇家海军巡防舰凤凰号的船长文森特·皮尔斯。他当庭指出范恩侮辱了英王发出的特赦令。轮到范恩给自己申辩时，他却找不出任何一个证人给自己辩护。最终范恩被判死刑。但是不知为何，他在审判之后仍然在监狱里被关了一年才迎来自己的结局。1721年3月29日范恩在罗亚尔港被处以绞刑。他至死也没有承认自己的罪名，而他的尸体则被悬挂在枪礁的一个绞架上，正对着罗亚尔港的出海口，作为对海盗的一个警示。